# Huevos rancheros

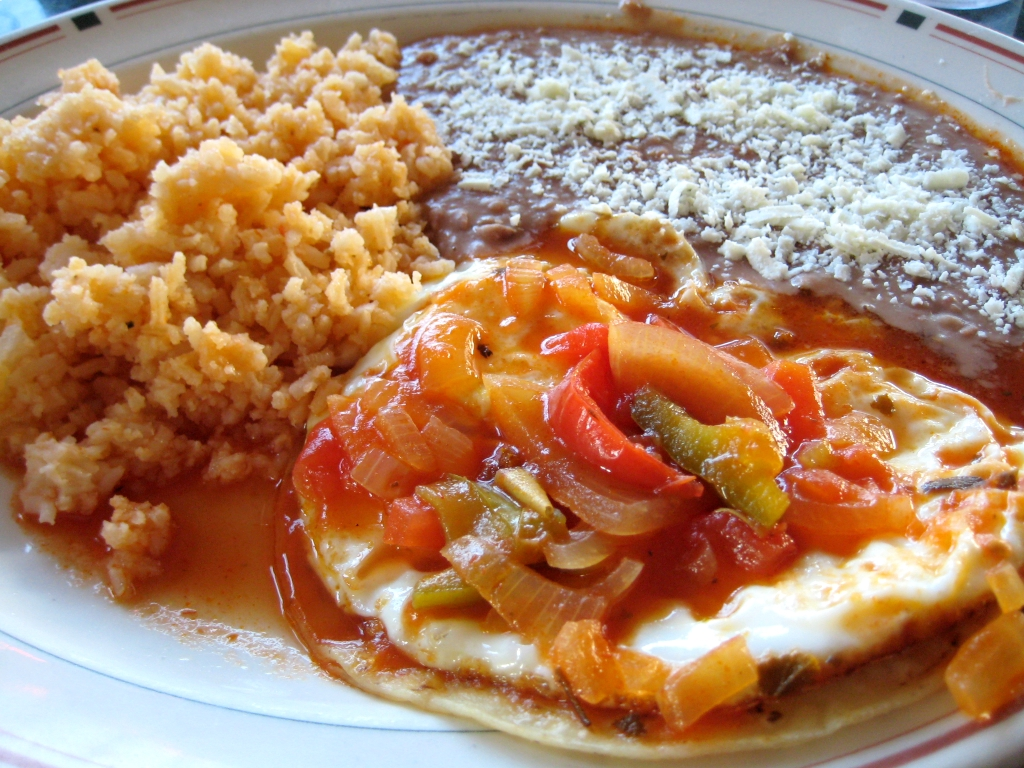
Huevos rancheros.

Huevos rancheros é um desjejum tradicional do México, também muito apreciado nos Estados Unidos.
A receita básica é composta por ovos fritos servidos em tortilhas de milho cobertos com molho picante de tomate. Feijão refrito, arroz mexicano e fatias de abacate estão entre os acompanhamentos servidos com esse prato.